# فينيكي
فينيكي (Винники) هي مدينة في مقاطعة لفيفسكا في أوكرانيا.
يبلغ عدد سكانها حوالي 14470 نسمة.